# Santa Brígida (kommun i Brasilien)
Santa Brígida är en kommun i Brasilien.   Den ligger i delstaten Bahia, i den östra delen av landet, 1 300 km nordost om huvudstaden Brasília. Antalet invånare är 15 059.
Omgivningarna runt Santa Brígida är huvudsakligen savann. Runt Santa Brígida är det ganska glesbefolkat, med 22 invånare per kvadratkilometer.